# Monument aux Héros de Laguna et Dourados
Le Monument aux Héros de Laguna et Dourados est une colonne commémorative située sur la place General Tibúrcio, dans le quartier d'Urca, à Rio de Janeiro, au Brésil. Il rend hommage aux épisodes de la Retraite de Laguna et du Combat des Dourados, qui se sont déroulés lors de la Guerre de la Triple Alliance.

## Histoire
Le monument a été érigé à l'initiative du colonel Pedro Cordolino de Azevedo qui, encore lieutenant, a lancé l'idée en 1920. Accueillie avec enthousiasme, une commission a ensuite été organisée, composée par le ministre de la Guerre de l'époque, João Pandiá Calógeras, le colonel Eduardo Monteiro de Barros, Félix Pacheco, le professeur José Otávio Correia Lima, Cordolino de Azevedo lui-même et par le 1er lieutenant Norival Francisco de Lemos. Un concours de présentation de maquettes a été ouvert, 16 artistes ont concouru, le sculpteur brésilien Antonino Pinto de Matos remportant le premier prix.
Le monument a été coulé dans la fonderie de bronze artistique de Covina & Cia., en utilisant le bronze des vieux canons utilisés par les mêmes héros glorifiés.
L'artiste ayant exécuté l'œuvre décède quelques jours avant son inauguration, initialement prévue le 29 décembre 1938, mais reportée au 31 du même mois, en raison des intempéries. Le président de la République de l'époque, Getúlio Vargas, les autorités civiles et militaires et un large public ont assisté à l'inauguration.

## Caractéristiques
Le monument a une circonférence de 53 mètres, avec une base de granit blanc.
Au premier plan du piédestal, il y a des hauts-reliefs en bronze, dans des peintures incrustées de granit, représentant : la retraite du lieutenant Oliveira Melo, l'attaque du fort de Coimbra, le combat des Alegre et la reprise de Corumbá.
Sur les côtés du piédestal se trouvent des statues en bronze grandeur nature du colonel Camisão, tenant son épée dans une main et une feuille de papier dans l'autre ; le guide Lopes, assis, pensif, la main sur le menton, tenant un fouet dans l'autre main ; le Lieutenant Antônio João, dans la position de celui qui va tomber, au combat, sans épée, celle ci à côté, brisée dans le vacarme du combat.
Un anneau de bronze entoure le piédestal dans un autre plan, formant en haut-relief les scènes les plus dramatiques de la Retraite : le transport des atteints du choléra, voyant les soldats épuisés, portant les malades sur leurs épaules sur des brancards ; le sauvetage des canons, voyant les attelages de bœufs, fatigués, tirant les charrettes, avec l'aide des soldats, à moitié nus ; la marche forcée, avec le commandant de la colonne en tête, tenant un morceau de papier dans la main gauche et le bras droit tendu dans une attitude résolue, indiquant aux soldats la marche à suivre. Des figures allégoriques, hautes d'environ deux mètres, sur un autre plan, symbolisent la Patrie, la Force et l'Histoire.
Sur le piédestal de granit, se dresse une colonne de six mètres de haut, également en granit, avec une statue en bronze au sommet, la figure d'une femme ailée, représentant la Gloire. La hauteur totale du monument est de 15 mètres, composant l'un des ensembles sculpturaux les plus imposants de la ville.
Complétant l'ouvrage, une crypte souterraine, à neuf marches sous le monument, abrite les cendres des héros de Laguna et Dourados.

## Source de traduction
- (pt) Cet article est partiellement ou en totalité issu de l’article de Wikipédia en portugais intitulé « Monumento aos Heróis de Laguna e Dourados » (voir la liste des auteurs).